# サルバドル・シエンフエゴス

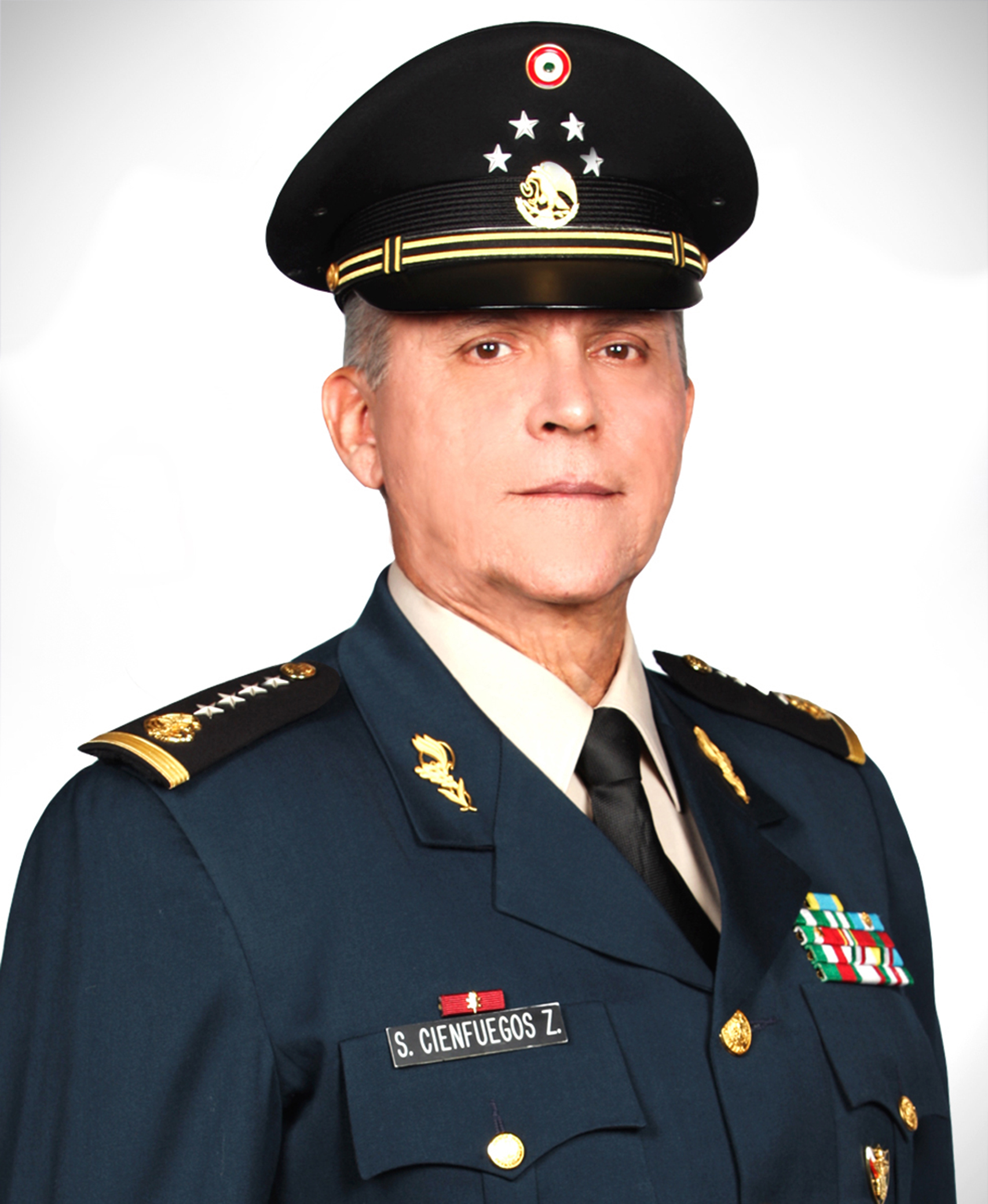
サルバドル・シエンフエゴス

サルバドール・シエンフエゴス・セペダ（Salvador Cienfuegos Zepeda、1948年6月14日 ‐ ）は、メキシコの軍人、政治家。エンリケ・ペーニャ・ニエト政権下で国防大臣を務めた。ゴッドファーザーの異名を持つ。

## 来歴
メキシコシティ出身。1964年に士官学生という身分でメキシコ陸軍に入隊。日本と韓国のメキシコ大使館では駐在武官として勤務し、1997年から2000年まではメキシコシティにある英雄軍事士官学校の学長を務めた。
2012年より国防大臣。在任中は麻薬取引を取り締まる立場にありながら、賄賂を贈る一部の麻薬カルテルについては手心を加え、アメリカへコカインやヘロイン、覚醒剤、大麻などを密輸する手助けをしたほか、資金洗浄にも関与したとされる。アメリカではこれらの容疑で2019年8月に逮捕状が請求され、2020年10月15日にロサンゼルス国際空港にて逮捕、翌16日に起訴されている。
しかしアメリカ当局による逮捕状請求などをメキシコは一切知らされていないなどメキシコ当局はアメリカの対応に不満を表明しており、シエンフエゴスの逮捕にも猛反発した。メキシコはアメリカに対し自国で捜査・訴追できるよう要求し、受け入れられない場合はメキシコ国内にいるアメリカの麻薬捜査官を追放すると警告。ウィリアム・P・バー米司法長官もこれに応える姿勢を見せ、11月18日、米ニューヨークの連邦地裁判事はアメリカ政府の要請に基づきシエンフエゴスの訴追を取り下げると発表した。